# 호화요트

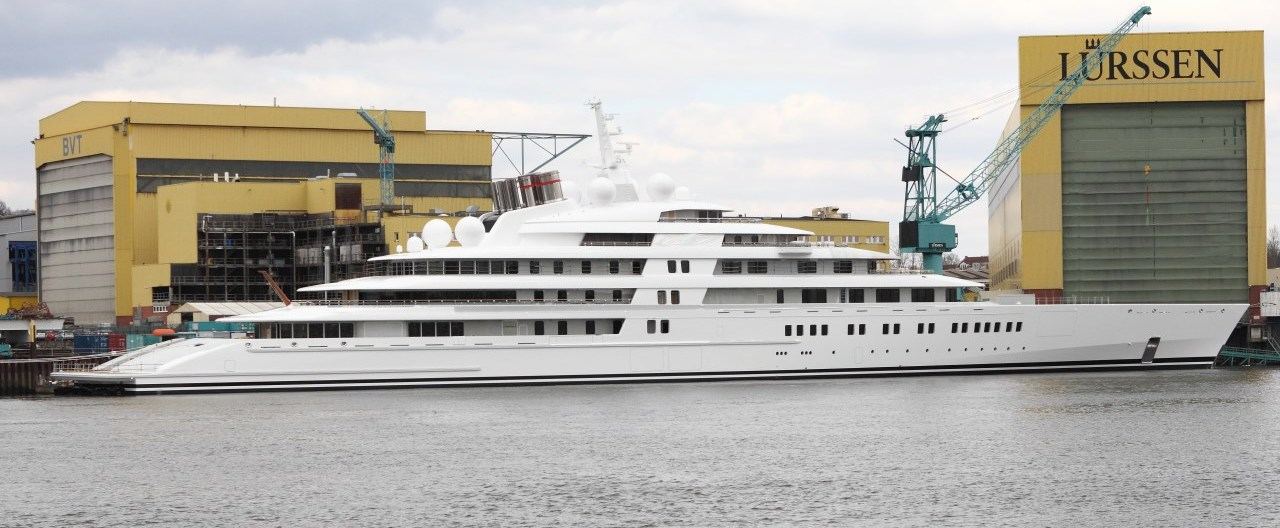
세계 최대 호화요트 아잠(Azzam)

호화요트(豪華 - , 영어: luxury yacht, superyacht, megayacht)는 매우 값비싼 개인 소유 요트를 말한다. 구체적으로는 슈퍼요트, 메가요트, 기가요트를 호화요트라고 부른다.
전세계 요트 산업계에 공식적인 분류기준은 없지만, 일반적으로 요트업계에서 받아들이고 있는 분류가 있다.
슈퍼요트는 길이 120 ft (36m)에서 최대 200 ft (60m+), 메가요트는 길이 200 ft (60m+) 이상을 말한다. 길이 300 ft (90m) 이상인 요트는 기가요트라고 부른다. 법률상으로는 길이 24m 이하와 이상의 분류가 있다. 길이 24m 이상인 요트는 상근직 선원이 있어야만 한다.
길이 50피트(15.24m) 이상을 슈퍼요트, 70피트(21.33m) 이상을 메가요트라고 분류하기도 한다.
2013년 4월 선보인 180ｍ 길이의 초호화 요트 ‘아잠(Azzam)’(en:Azzam (2013 yacht))의 가격은 4억파운드(6억8343만 달러, 7,900억원)이다. 기존 최대 길이, 최고가 요트였던 ‘이클립스’의 기록을 깼다. 아잠의 소유주는 할리파 빈 자이드 나하얀 UAE 대통령이다.
2013년 5월 28일, 조선민주주의인민공화국의 김정은 위원장이 호화요트를 타고 동해안을 시찰했다고 조선민주주의인민공화국 전문 매체인 NK뉴스가 보도했다. 영국 프린세스 요트(en:Princess Yachts)사가 제작한 길이 29m, 80억원짜리 프린세스 95MY 모델이다. 2013년 3월 유엔 안전보장이사회는 금수 대상이 되는 사치품 목록에 요트를 특정했기 때문에, 국제법 위반이란 비판을 받았다.

## 같이 보기
- 세일링 요트